# Résolution 376 du Conseil de sécurité des Nations unies
Membres permanents
- Chine
- États-Unis
- France
- Royaume-Uni
- URSS

Membres non permanents
- RSS de Biélorussie
- Cameroun
- Costa Rica
- Guyana
- Iraq
- Italie
- Japon
- Mauritanie
- Suède
- Tanzanie

Résolution no 375 Résolution no 377
La résolution 376 est une résolution du Conseil de sécurité de l'ONU votée le 17 octobre 1975 concernant les Comores et qui recommande à l'Assemblée générale des Nations unies d'admettre ce pays comme nouveau membre.

## Vote
La France n'a pas participé au vote. La résolution est approuvée à l’unanimité.

## Contexte historique
En 1946, sous tutelle française, les Comores redeviennent une colonie autonome, sous le statut de territoire d'outre-mer (TOM), après avoir été rattachées à Madagascar en 1912.
Après les indépendances des pays africains durant les années 1960, un certain nombre d'intellectuels, comoriens pour la plupart et vivant à Marseille[Qui ?], largement influencés par les idées zanzibarites, commencèrent à réclamer l'indépendance du territoire des Comores.
Un référendum, organisé dans tout l'archipel le 22 décembre 1974, approuve l'indépendance avec près de 95 % du total des voix. Cependant, sur l'île de Mayotte (7,7 % des votants), les partisans du maintien de la souveraineté française obtiennent les deux tiers des suffrages. Le gouvernement français, dirigé par Jacques Chirac, décide alors de dissocier le sort de cette île de celui des autres, qui deviennent indépendantes le 6 juillet 1975.
Selon le point de vue comorien, Jacques Chirac, Premier ministre, aurait pris cette décision en contradiction avec les positions antérieures de Valéry Giscard d'Estaing. L'Anjouanais Ahmed Abdallah déclare l'indépendance de la république fédérale islamique des Comores le 6 juillet 1975.
À la suite de cette résolution ce pays est admis à l'ONU le 12 novembre 1975,.

### Textes
- Résolution 376 Sur fr.wikisource.org
- Résolution 376 Sur en.wikisource.org